# بوخ (برلین)
بوخ (به آلمانی: Berlin-Buch) یک منطقهٔ مسکونی در آلمان است که در Pankow واقع شده‌است. بوخ ۱۳٬۱۸۸ نفر جمعیت دارد.

## نگارخانه

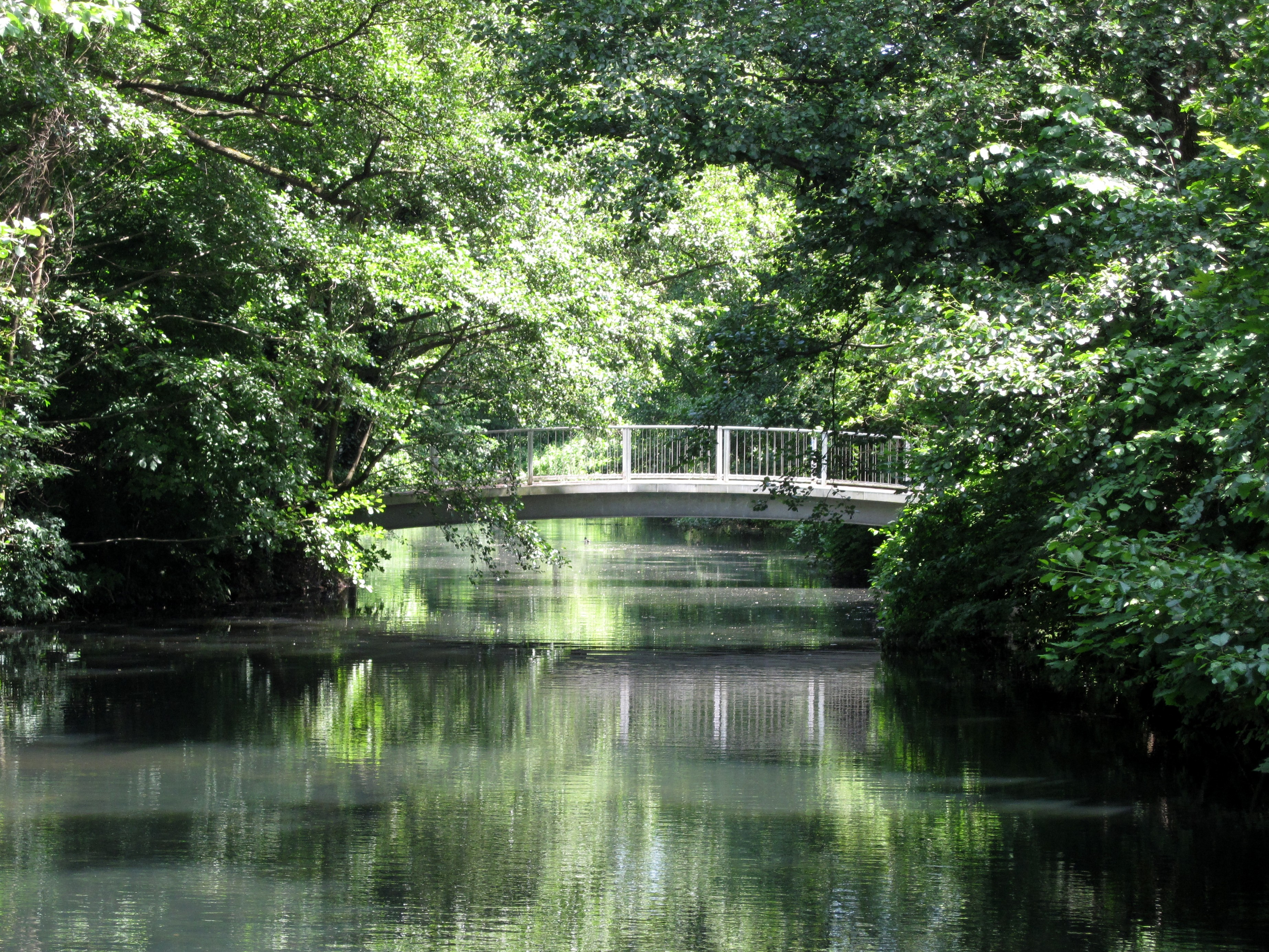
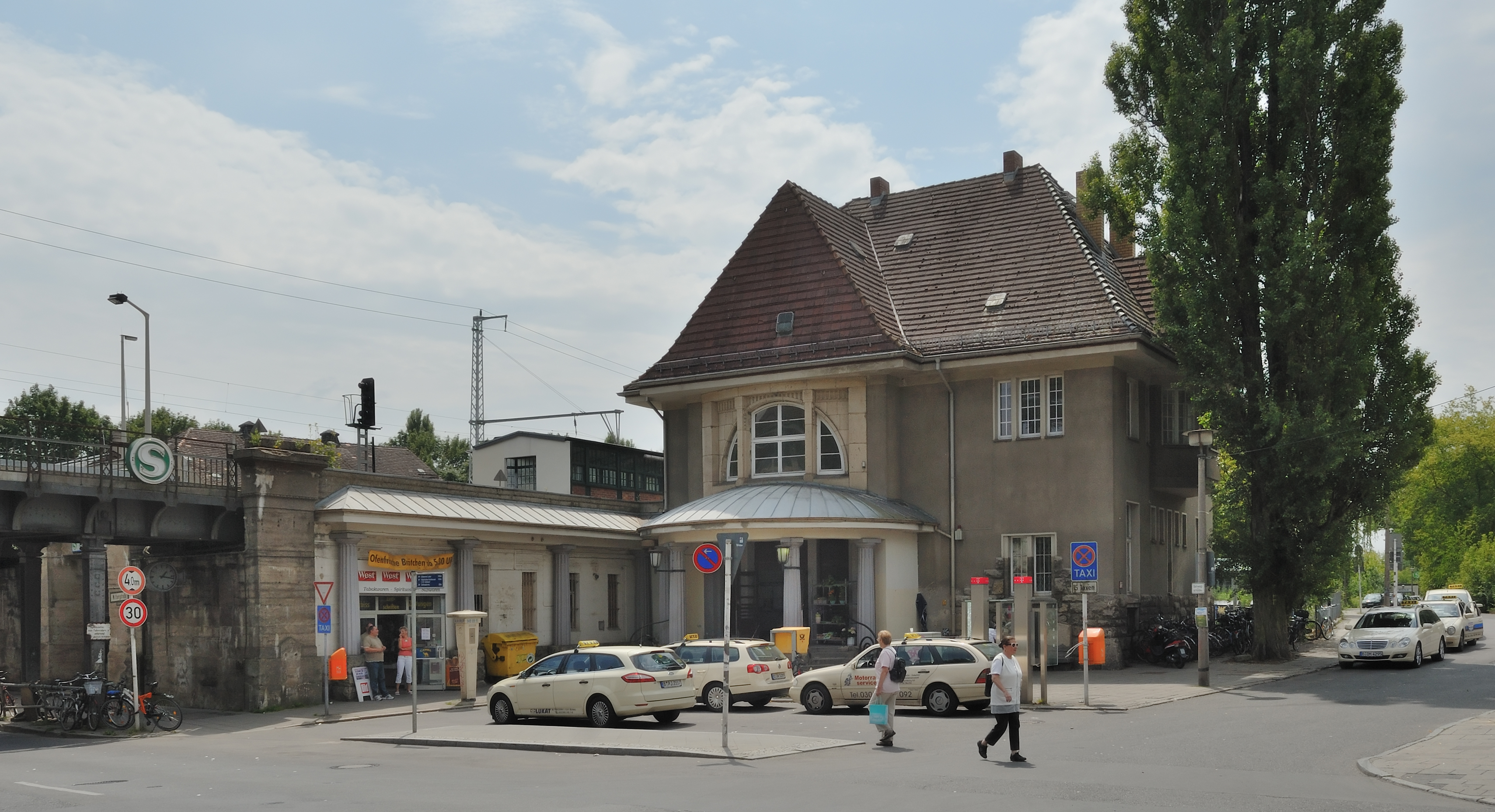
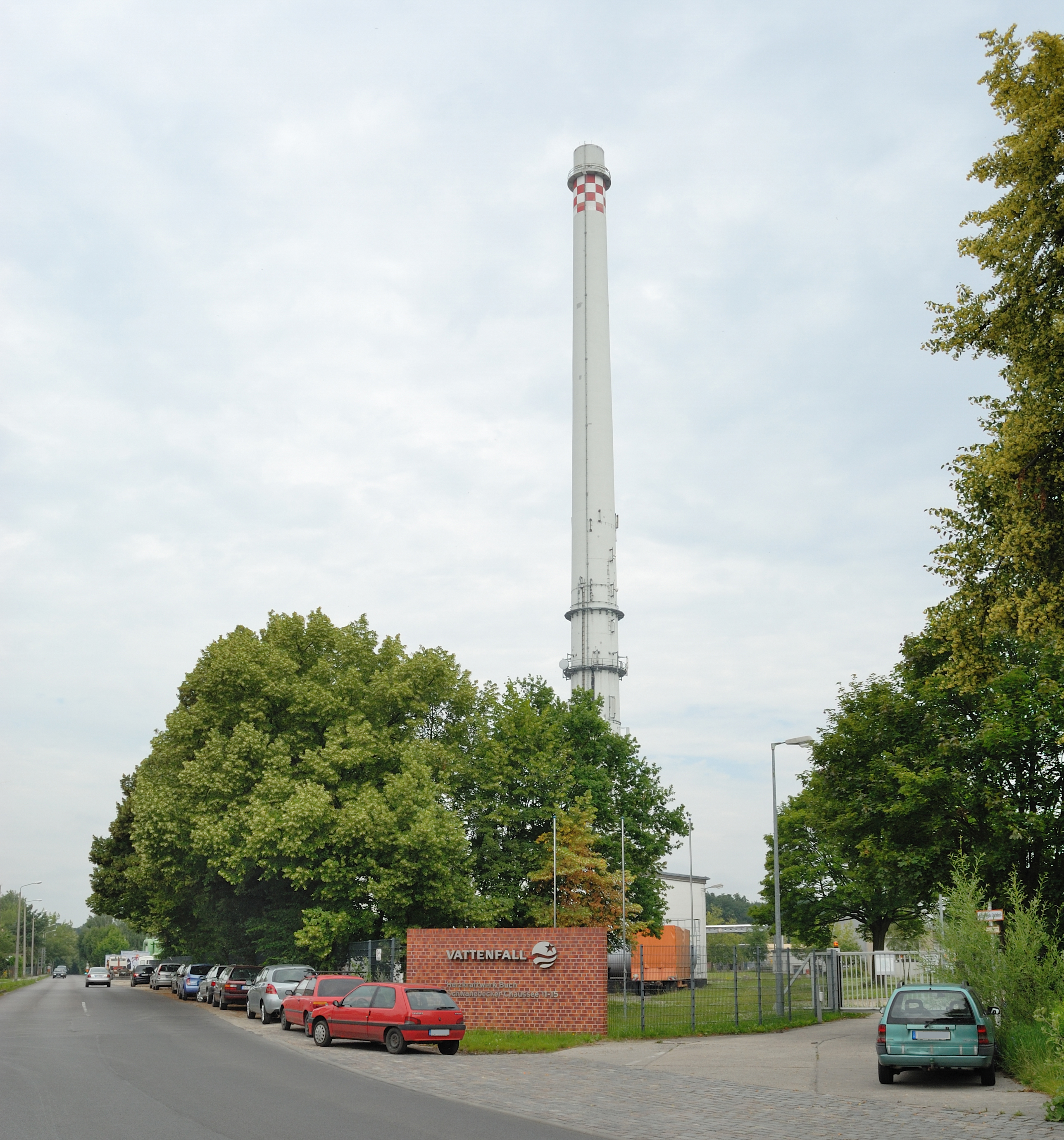
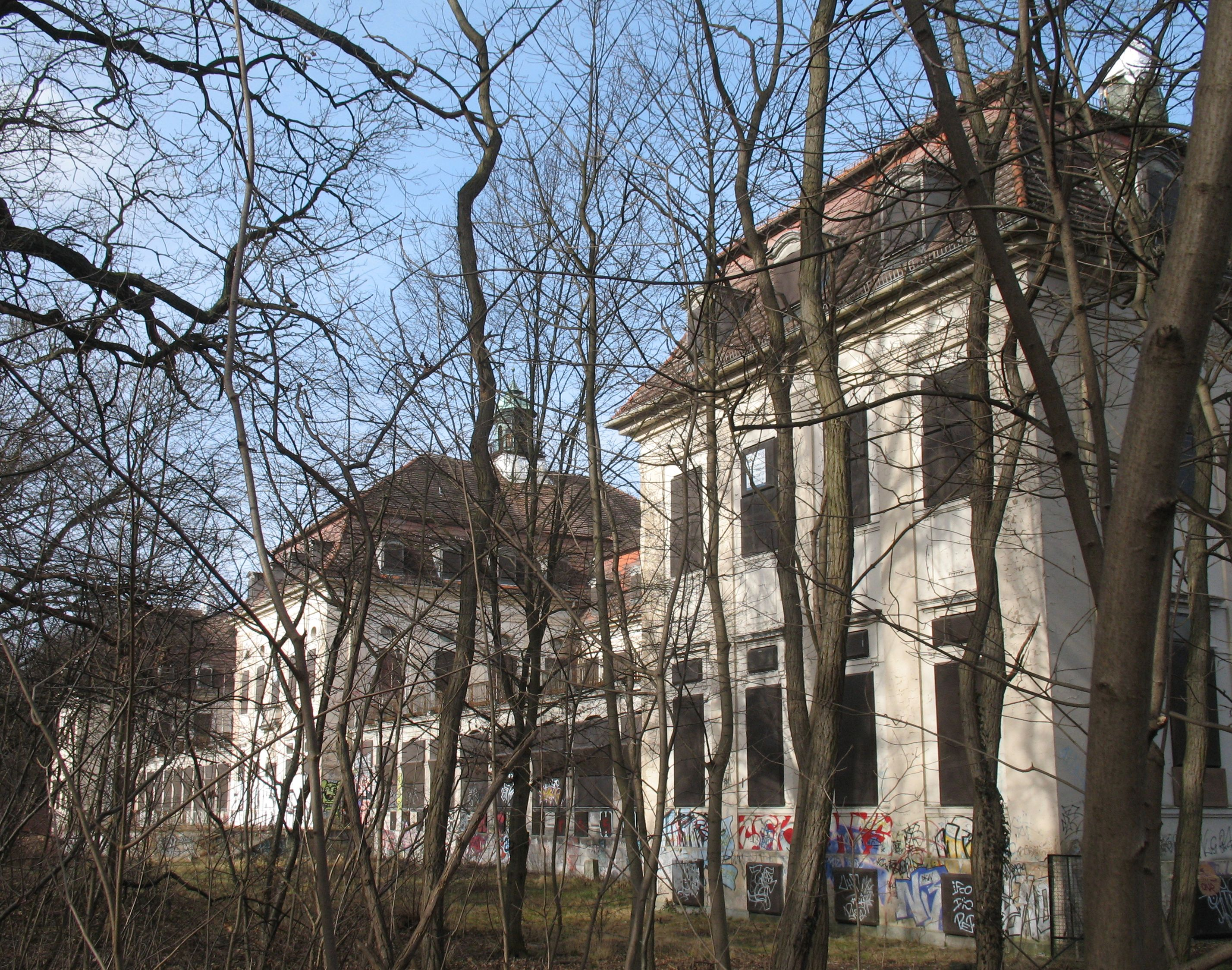